# Hauffenia danubialis
Hauffenia danubialis је пуж из реда Littorinimorpha. 

## Угроженост
Ова врста се сматра угроженом.

## Распрострањење
Аустрија је једино познато природно станиште врсте.

## Станиште
Станиште врсте су слатководна подручја.